# ایوس لابوریس
ایوس لابوریس (به فرانسوی: Ius Laboris) یک مؤسسه حقوقی است که در زمینه‌های مربوط به قانون اشتغال، مزایای کارمندان و حقوق بازنشستگی تخصص دارد. از سال ۲۰۱۵، این شبکه بیش از ۱٬۴۰۰ وکیل مدافع حقوق منابع انسانی مستقر در حدود ۵۰ کشور در سراسر اروپا، آمریکا، خاورمیانه و آسیا داشت.

## تخصص
ایوس لابوریس در زمینه حقوق اشتغال متخصص است. در سال ۲۰۰۱ توسط گروهی از حقوق‌دانان کار و اشتغال از بلژیک، فرانسه، اسپانیا، لوکزامبورگ و ایتالیا تأسیس شد. از سال ۲۰۱۵، این شبکه دارای ۱۴۰۰ وکیل مدافع حقوقمنابع انسانی در ۴۹ کشور در بیش از ۱۶۰ شهر به عنوان بخشی از یک اتحاد شبکه ای است که به مشاغل چند ملیتی برای تدوین سیاست‌های استاندارد انسانی با انعطاف‌پذیری برای تحقق الزامات قانونی در کشورهای مختلف کمک می‌کند.
اعضای این شبکه در مورد حقوق استخدام فردی، حقوق بازنشستگی، تبعیض، بازسازی، جبران خسارت و مزایا و بهداشت و ایمنی شغلی، مشاوره حقوقی در مورد قوانین اشتغالزایی و فرهنگ در کشورهای مربوطه ارائه می‌دهند.

## جوایز و شناخت
- مزایای کار و کارمندان: سوپر لیگ ۲۰۱۱[۴]
- مزایای اشتغال و کارمندان: سوپر لیگ ۲۰۱۲[۵]
- فهرست کوتاه برای شبکه جهانی سال ۲۰۱۶[۶]